# Kindle Fire
Fire (anciennement Kindle Fire) est une tablette tactile vendue par Amazon.com. Elle se distingue des autres liseuses de type Kindle par son écran tactile couleur, sa non-utilisation de l'e-ink ainsi que par sa plus grande polyvalence : elle est capable de lire des fichiers au format mp3, jpeg, de visionner des films en streaming et des applications. 

## Historique
La Kindle Fire est commercialisée depuis le 14 novembre 2011 aux États-Unis au prix de $199. Elle est commercialisée depuis le 7 septembre 2012 en France, en Allemagne, au Royaume-Uni, en Espagne et en Italie au prix de base de 139 €.
Le 6 octobre 2014, Jeff Bezos annonce que la nouvelle application du Washington Post - dont il est propriétaire - sera gratuite sur Kindle Fire.

## Caractéristiques
Ses dimensions externes sont de 12 × 19 cm. L'écran tactile, d'une taille de 7 pouces (17,78 cm) est protégé par un verre Gorilla Glass[Lequel ?] de Corning[réf. nécessaire].
Une version modifiée du système d'exploitation Android de Google sert de système d’exploitation au Fire. Cette version modifiée apporte un certain nombre de limitations logicielles à la tablette, comme la restriction des applications installables à celles proposées par Amazon.com. Il est toutefois possible d'installer une version complète d'Android et de s'affranchir de ces limitations,.
Au 27 décembre 2020, la dernière version de la tablette est la Fire HD8 qui annonce un écran 8"(20,3 cm), 32 ou 64 Go de stockage et 2 Go de mémoire vive. La tablette est disponible en version "avec" ou "sans" publicités.